# Xenochalepus robiniae
Xenochalepus robiniae es una especie de insecto coleóptero de la familia Chrysomelidae. Fue descrita científicamente en 1968 por Butte.
Se encuentra en el oeste de Estados Unidos.